# 藥命效應 (電視劇)
《藥命效應》（英語：Limitless）是一部美国电视剧，于2015年9月22日在CBS首播。 本劇是改編自小說《The Dark Fields》的同名電影的續集，故事設定於電影版的四年後。2015年10月23日宣布預訂第一季全季22集。
2016年5月25日，克雷格·斯维尼宣佈本劇在第一季結束後，第二季被取消。

## 劇情
時間承接2011年電影『藥命效應』，從事音樂創作失敗的「布莱恩·芬奇」在曼徹斯特-里德聯合銀行打工時，碰上已成為銀行家的高中同學「伊萊·華福特」（Eli Whitford），兩人到餐廳敘舊時，「伊萊·華福特」給了「布莱恩·芬奇」一顆NZT-48，「布莱恩·芬奇」服用後瞬間完成工作並自己翻閱醫療書籍得知他父親「丹尼斯·芬奇」看過無數醫生都無法得知的疾病，是極易誤診為其他疾病的『血紅素沉澱症』（hemochromatosis），需經轉鐵蛋白飽和度測試才容易診斷出來，複診後得知丹尼斯·芬奇需要移植肝臟，此時NZT-48藥效已消退，「布莱恩·芬奇」去找「伊萊·華福特」拿NZT-48，卻發現「伊萊·華福特」胸口中槍身亡躺臥公寓地板上，再去找也在服用的傑伊·溫斯頓（Jay Winston）時發現他也一樣橫死家中，再去找亞當·哈尼卡特（Adam Honeycutt）拿NZT-48時在他家中發現有E.W.字樣的NZT-48藥盒，此時亞當·哈尼卡特（Adam Honeycutt）舉著減音手槍擊傷布莱恩·芬奇的左腿，失血過多昏迷後醒來發現是艾迪·莫拉參議員救了他，並向他解釋了NZT-48和能緩解後遺症的循環酶（Cyclical Enzyme）藥劑並達成協議，布莱恩·芬奇假裝搶劫在曼徹斯特-里德聯合銀行並找來瑞貝卡·哈里斯，並在銀行的保險箱裡找到沾有「伊萊·華福特」血跡的NZT-48讓警方順利逮捕亞當·哈尼卡特（Adam Honeycutt），之後布莱恩·芬奇與聯邦調查局達成服用NZT-48協助辦案的協議以免去牢獄之災。

## 演員和角色

### 主要
| 角色                                   | 演員                                                         | 職務或身份  | 季數   |
| 角色                                   | 演員                                                         | 職務或身份  | 第一季 |
| -------------------------------------- | ------------------------------------------------------------ | ----------- | ------ |
| 布莱恩 · 芬奇 （Brian Finch）          | 傑克 · 麥克道曼 （Jake McDorman）                            | FBI顧問     | 主角   |
| 瑞貝卡 · 哈里斯 （Rebecca Harris）     | 珍妮弗·卡彭特 （Jennifer Carpenter）                         | FBI探員     | 主角   |
| 斯佩爾曼 · 博伊爾 （Spelman Boyle）    | 希爾·哈珀 （Hill Harper）                                    | FBI探員     | 主角   |
| 纳斯林 · 寶然 （Nasreen "Naz" Pouran） | 玛丽·伊丽莎白·马斯特兰托尼奥 （Mary Elizabeth Mastrantonio） | FBI特別探員 | 主角   |

## 節目變遷
| 香港無綫電視明珠台 星期三 22:35/22:40-23:35 | 香港無綫電視明珠台 星期三 22:35/22:40-23:35 | 香港無綫電視明珠台 星期三 22:35/22:40-23:35 |
| ------------------------------------------- | ------------------------------------------- | ------------------------------------------- |
|                                             | （2016.03.30 - 2016.08.24）                 |                                             |
| 血變（第二季） （2015.12.23 - 2016.03.23）  | 辛普森殺妻案 （2016.08.31 - 2016.11.02）    |                                             |